# Кантай
Канта́й (каз. Қантай) — село у складі Нуринського району Карагандинської області Казахстану. Входить до складу Акмешитського сільського округу.
Населення — 183 особи (2021; 276 у 2009, 432 у 1999, 409 у 1989).
Національний склад станом на 1989 рік:
- казахи — 100 %.

До 1999 року село називалося Плаховка.